# Beneficium cohaesionis
Beneficium cohaesionis („dobrodiní záležející v souvislosti“) je právní princip, který se uplatňuje v trestním řízení při rozhodování o opravných prostředcích. Spočívá v tom, že vydané rozhodnutí musí být změněno ve prospěch i té osoby, která příslušný opravný prostředek nepodala, pokud jí prospívá tentýž důvod, pro který bylo totéž rozhodnutí změněno ve prospěch osoby, která jej podala. Jde o průlom do právní moci rozhodnutí.
V českém trestním řádu je obsažen v § 150 odst. 2 u stížnosti, § 261 u odvolání a § 285 u obnovy řízení, u dovolání a stížnosti pro porušení zákona pak nepřímo odkazem z § 265k odst. 2 a § 269 odst. 2. Má být využíván i v případě tzv. autoremedury.